# Сомалійське узбережжя Хедівате
Сомалійське узбережжя Хедивату було під короткочасним пануванням Хедивату Єгипту над кількома портами північного узбережжя Сомалі. Це відбулося, коли в 1874 році Ісмаїл-паша наказав відправити два військових кораблі та три лінійні кораблі хедівату до північного узбережжя Сомалі. Десять років по тому, через внутрішнє повстання на материкових територіях єгипетського хедивату, він був змушений покинути свої сомалійські території в 1884 році, і Британія почала захоплювати ці порти.   Суперечки, які існували під час правління Єгипту, включали сплату портових зборів хедиватом османам, перевірку статусу работоргівлі та розмежування території з французьким узбережжям Сомалі, а також Абісінським узбережжям на заході. 